# Светлана Якова
Светлана Якова е абстрактен съвременен български художник, визуален артист и гримьор.

## Биография
Светлана е родена е през 1978 година в град София, България. Завършва графика в Националното училище за изящни изкуства „Илия Петров“ в София през 1997 година, а след това и графичен дизайн и визуална комуникация в Нов български университет.
Работи в областта на визуалните изкуства в графичния дизайн – в оформлението на печатни издания и рекламни продукти (книги, списания, плакати, лого дизайн и др.). Нейното хоби е фотографията, където предпочита нестандартните гледни точки, даващи емоции и послания.
В периода 2008 – 2012 година работи като гримьор в bTV, а след това в екипа на „Глобал Филмс“ като художник-гримьор за предаванията „Като две капки вода“, „Х фактор“, „Господари на ефира“, „България търси талант“, „Пълна лудница“, и други.
Като художник обича да експериментира в творбите си. Използва смесени техники и материали: масло, акрил, туш, маслен пастел, динамични композиции и абстрактни форми. Нейни картини са участвали в общи и самостоятелни изложби.

## Изложби
- 2011 г. – Галерия „Мона Лиза“, гр. София
- 2012 г. – ВМА, гр. София
- 2017 г. – Градска Художествена Галерия, гр. Благоевград
- 2017 г. – Клуб „The Point“, гр. София
- 2019 г. – Галерия „Форум“, гр. Хасково
- 2020 г. – International Biennial of Small Forms, гр. Плевен
- 2022 г. – Галерия „Икар“, гр. София, съвместна изложба живопис „Страст“[9]
- 2022 г. – Българска банка за развитие, гр. София
- 2022 г. – Галерия „Форум“, гр. Хасково – съвместна изложба
- 2022 г. - Галерия "Петко Задгорски", гр. Бургас - съвместна изложба "Приятели на морето"
- 2022 г. - Галерия "'Vivacom Art hall Oborishte 5'' гр.София - съвместна изложба на конкурса МОСТ[10]